# إيميكو هاغيوارا
إيميكو هاغيوارا ((باليابانية: 萩原 えみこ، بالروماجي: Hagiwara Emiko)، اسم العائلة يُلفظ هاگيوارا)، هي مؤدية أصوات يابانية ولدت في 19 سبتمبر 1971م.

## أدوارها في الأنمي

### مسلسلات أنمي تلفزيونية
- 11آيز - شيوري مومونو
- دي.سي.إس.إس ~دا كابو سكند سيزن~ - أليس تسُكيشيرو
- إلفن ليد - مايو
- غريت تيتشر أونيزوكا - يوكو ساتو (الحلقات 31، 33، 42)
- كويهيمه موسوه - ريوفو/رين
- البؤساء - فانتين
- سايوكي غانلوك - ريكا
- شين كويهيمه موسوه - ريوفو/رين
- شين كويهيمه موسوه: أوتومه تايران - ريوفو/هوسن/رين
- توهارت2 - إلفا (إتش إم إكس-17أيه)
- نحن بلا أجنحة - تحت السماء البريئة - يو يونيدا
- ووندر بيبيل-كُن - شوكو

### أوفا أنمي
- 11آيز - شيوري مومونو
- بلاك جاك - المعلق (الحلقة 7)
- إلفن ليد - مايو
- كيساكو ~تاماشيي~ - يوري هيمينو
- كويهيمه موسوه - ريوفو/رين
- شين كويهيمه موسوه - ريوفو/هوسن/رين
- شين كويهيمه موسوه: أوتومه تايران - ريوفو/هوسن/رين
- شوساكو - إيري تاكابه
- شوساكو ~ليبرتي~ - إيري تاكابه
- توهارت2 - إتش إم إكس-16أيه "إلفا"

## وصلات خارجية
- إيميكو هاغيوارا على شبكة أخبار الأنمي
- إيميكو هاغيوارا على موقع IMDb (الإنجليزية)
- إيميكو هاغيوارا على موقع ميوزك برينز (الإنجليزية)
- إيميكو هاغيوارا على موقع قاعدة بيانات الفيلم (الإنجليزية)